# Cecilia Nettelbrandt
Cecilia Aina Nettelbrandt, född Bergens 27 juni 1922 i Östersund, död 24 februari 2009 i Bromma (Västerled), var en svensk jurist, politiker (folkpartist) och diplomat.

## Biografi
Nettelbrandt var dotter till Emanuel Bergens och Ester Johansson. Hon blev civilekonom vid Handelshögskolan i Stockholm 1945 och juris kandidat vid Stockholms högskola 1951. Hon var amanuens vid överstyrelsen för yrkesutbildning 1945–1948, extra adjunkt 1948–1950 och biträdande jurist 1951–1953. Hon arbetade sedan bland annat som förhandlingsombudsman vid Sverige folkskollärarförbund 1953–1960 och som förbundsjurist vid Sveriges lärarförbund 1961–1970.
Nettelbrandt började sin politiska bana i Solna stad, där hon var ledamot av stadsfullmäktige 1951–1962 samt 1965–1966. Hon var styrelseledamot av Yrkeskvinnors Samarbetsförbund 1952–1962, ordförande i Yrkeskvinnors klubbars riksförbund 1962–1968, vice president i International Federation of Business and Professional Women 1965–1971 och ledamot av Tjänstemännens centralorganisations avtalsråd och statliga förhandlingsdelegation 1952–1962. Hon satt i Folkpartiets partistyrelse 1958–1976 (2:e vice ordförande 1967–1969 och 1:a vice ordförande 1969–1975) och var ordförande i Folkpartiet i Stockholms län 1963–1965. Hon var riksdagsledamot för Stockholms läns valkrets 1961–1976, fram till 1970 i andra kammaren. I riksdagen var hon bland annat ledamot i bevillningsutskottet 1965–1970, vice ordförande i utrikesutskottet och andre vice talman 1971–1973 samt tredje vice talman 1974–1976. Hon var den första kvinnan i Sveriges riksdag som tilldelades en talmanspost. Som politiker engagerade hon sig bland annat i skolfrågor och sjukvårdspolitik.
Hon var även ledamot i Statens högertrafikkommission 1963–1967, expert i familjeskatteberedningen 1965–1969, ledamot av servicekommittén, styrelseledamot i Föreningen Norden 1968–1976, Sveriges Radio 1969–1973, Trygg-Hansa 1970–1976, ledamot av företagsskatteberedningen 1970–1976, skatteutredningen 1972–1974, Nordiska rådet 1971–1973, Riksbanksfullmäktige 1970–1976, ledamot av Konung Gustaf V:s Jubileumsfond och Kungliga Patriotiska Sällskapet.
Hon var generalkonsul i San Francisco 1976–1978 och Sveriges ambassadör i Kenya, Rwanda, Burundi, Uganda och Seychellerna 1978–1983, samt ambassadör i Filippinerna 1983–1987.
Hon gifte sig 1946 med direktör Alfred Nettelbrandt. De fick tvillingdöttrarna Guje, gift Reimer, och Cajsa (Carita), gift Forstenberg (födda 1947), båda läkare, samt sonen Dick (1954–2002), som i unga år var trummis i Einar Heckschers och Johnny Mowinckels band Telefon Paisa och Sogmusobil.
Cecilia Nettelbrandt avled 2009 i Bromma i Stockholm. En runa över henne författad av bland andra partikollegorna Jan Björklund, Birgit Friggebo, Lars Leijonborg och Ingemar Mundebo publicerades i Dagens Nyheter den 11 mars 2009. Hon är gravsatt i minneslunden på Norra begravningsplatsen utanför Stockholm.